# Roztoky (Rakovník)
Roztoky è un comune della Repubblica Ceca facente parte del distretto di Rakovník, in Boemia Centrale.

## Storia

### Simboli
Lo stemma e la bandiera sono stati concessi il 12 marzo 1992. Su sfondo bianco vi è rappresentato una cornacchia di nero, membrata e imbeccata di rosso.